# Communauté de communes de la Haute-Sèvre
La communauté de communes de la Haute-Sèvre est une ancienne communauté de communes française, située dans le département des Deux-Sèvres et la région Poitou-Charentes.

## Histoire
La communauté de communes de la Haute-Sèvre a été créée le 27 décembre 1996.
Elle est dissoute le 31 décembre 2013. Ses communes membres rejoignent alors la communauté de communes Haut Val de Sèvre (Avon et Salles) ou la communauté de communes du Mellois.

## Composition
La communauté de communes de la Haute-Sèvre était composée de cinq des huit communes du canton de la Mothe-Saint-Héray :
- Avon
- La Couarde
- Exoudun
- La Mothe-Saint-Héray
- Salles

## Administration
| Période    | Période          | Identité      | Étiquette | Qualité                       |
| ---------- | ---------------- | ------------- | --------- | ----------------------------- |
|            | avril 2008       | Alain Delage  | PS        | Maire de La Mothe-Saint-Héray |
| avril 2008 | 31 décembre 2013 | Didier Jollet |           | Maire d'Avon                  |